# Казахстан на летних Олимпийских играх 2016

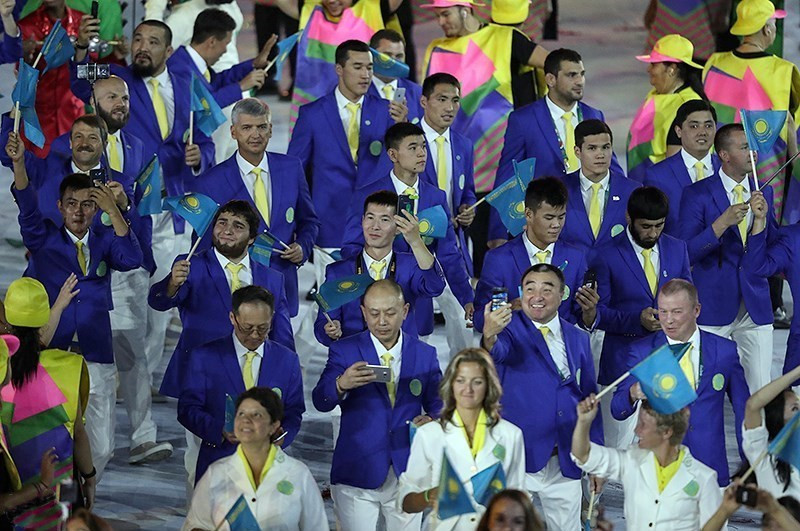
Делегация Казахстана во время парада наций на церемонии открытия Олимпийских игр

Казахстан на летних Олимпийских играх 2016 был представлен 104 спортсменами в 17 видах спорта. Знаменосцем сборной Казахстана, как на церемонии открытия Игр, так и на церемонии закрытия стал тхэквондист Руслан Жапаров.
По итогам соревнований сборная Казахстана установила собственный рекорд по количеству медалей на одних Олимпийских играх — 18, из которых 3 золотых, 5 серебряных и 10 бронзовых, что позволило сборной Казахстана занять 22-е место в неофициальном медальном зачёте. После лишения Ниджата Рагимова золотой медали за применение допинга, сборная опустилась на 30-е место.

## Медали

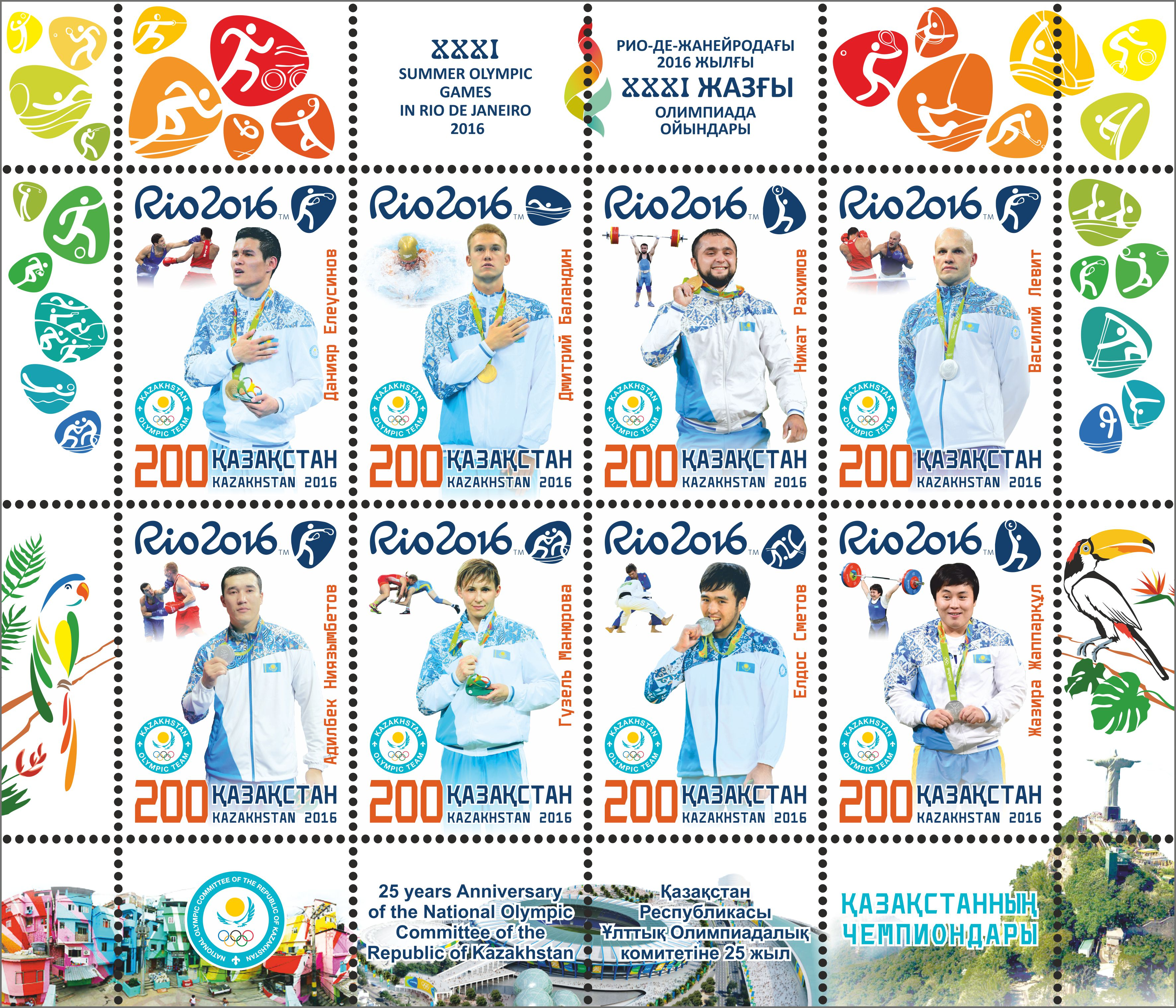
Почтовый блок Казахстана, посвящённый победителям и призёрам летних Олимпийских игр 2016

| Золото  |                        |                                           |            |
| №       | Спортсмены             | Вид спорта (дисциплина)                   | Дата       |
| 1       | Дмитрий Баландин       | Плавание (200 метров брассом, мужчины)    | 10 августа |
| 2       | Данияр Елеусинов       | Бокс (до 69 кг, мужчины)                  | 17 августа |
| Серебро |                        |                                           |            |
| №       | Спортсмены             | Вид спорта (дисциплина)                   | Дата       |
| 1       | Елдос Сметов           | Дзюдо (до 60 кг, мужчины)                 | 6 августа  |
| 2       | Жазира Жаппаркуль      | Тяжёлая атлетика (до 69 кг, женщины)      | 10 августа |
| 3       | Василий Левит          | Бокс (до 91 кг, мужчины)                  | 15 августа |
| 4       | Адильбек Ниязымбетов   | Бокс (до 81 кг, мужчины)                  | 18 августа |
| 5       | Гюзель Манюрова        | Борьба (вольная, до 75 кг, женщины)       | 18 августа |
| Бронза  |                        |                                           |            |
| №       | Спортсмены             | Вид спорта (дисциплина)                   | Дата       |
| 1       | Галбадрахын Отгонцэцэг | Дзюдо (до 48 кг, женщины)                 | 6 августа  |
| 2       | Фархад Харки           | Тяжёлая атлетика (до 62 кг, мужчины)      | 8 августа  |
| 3       | Карина Горичева        | Тяжёлая атлетика (до 63 кг, женщины)      | 9 августа  |
| 4       | Ольга Рыпакова         | Лёгкая атлетика (тройной прыжок, женщины) | 14 августа |
| 5       | Александр Зайчиков     | Тяжёлая атлетика (до 105 кг, мужчины)     | 15 августа |
| 6       | Эльмира Сыздыкова      | Борьба (вольная, до 69 кг, женщины)       | 17 августа |
| 7       | Екатерина Ларионова    | Борьба (вольная, до 63 кг, женщины)       | 18 августа |
| 8       | Иван Дычко             | Бокс (свыше 91 кг, мужчины)               | 19 августа |
| 9       | Дарига Шакимова        | Бокс (до 75 кг, женщины)                  | 19 августа |

## Состав сборной
Академическая гребля
1. Владислав Яковлев
2. Светлана Германович

 Бокс
1. Берик Абдрахманов
2. Жанибек Алимханулы
3. Иван Дычко
4. Данияр Елеусинов
5. Кайрат Ералиев
6. Биржан Жакыпов
7. Абылайхан Жусупов
8. Василий Левит
9. Адильбек Ниязымбетов
10. Олжас Саттыбаев
11. Дарига Шакимова
12. Жайна Шекербекова

 Борьба
Вольная борьба
1. Нурислам Санаев
2. Галымжан Усербаев
3. Аслан Кахидзе
4. Мамед Ибрагимов
5. Даулет Шабанбай
6. Екатерина Ларионова
7. Гюзель Манюрова
8. Эльмира Сыздыкова
9. Жулдыз Эшимова

Греко-римская борьба
1. Досжан Картиков
2. Алмат Кебиспаев
3. Нурмахан Тыналиев

Велоспорт
 Шоссейный велоспорт
1. Андрей Зейц
2. Бахтияр Кожатаев

Велоспорт-трек
1. Артём Захаров

Гребля на байдарках и каноэ
 Гребля на гладкой воде
1. Евгений Алексеев
2. Илья Голендов
3. Алексей Дергунов
4. Александр Емельянов
5. Андрей Ергучёв
6. Сергей Токарницкий
7. Тимур Хайдаров
8. Зоя Ананченко
9. Инна Клинова
10. Ирина Подойникова
11. Наталья Сергеева

 Гребной слалом
1. Екатерина Смирнова

 Дзюдо
1. Максим Раков
2. Жансай Смагулов
3. Елдос Сметов
4. Дидар Хамза
5. Отгонцэцэг Галбадрах
6. Мариан Урдабаева

 Лёгкая атлетика
1. Роман Валиев
2. Иван Иванов
3. Михаил Красилов
4. Дмитрий Коблов
5. Евгений Лабутов
6. Георгий Шейко
7. Диана Айдосова
8. Гульжанат Жанатбек
9. Виктория Зябкина
10. Рима Кашафутдинова
11. Анастасия Кудинова
12. Элина Михина
13. Маргарита Мукашева
14. Анастасия Пилипенко
15. Юлия Рахманова
16. Полина Репина
17. Александра Романова
18. Ольга Рыпакова
19. Ольга Сафронова
20. Ирина Смольникова
21. Мария Телушкина
22. Екатерина Эктова
23. Ирина Эктова

 Настольный теннис
1. Кирилл Герасименко

 Плавание
1. Дмитрий Баландин
2. Виталий Худяков
3. Екатерина Руденко

 Прыжки на батуте
1. Пирмаммад Алиев

 Синхронное плавание
1. Александра Немич
2. Екатерина Немич

 Современное пятиборье
1. Павел Ильяшенко
2. Елена Потапенко

 Стрельба
1. Владимир Исаченко
2. Рашид Юнусметов
3. Юрий Юрков
4. Мария Дмитриенко
5. Елизавета Король

 Стрельба из лука
1. Султан Дузелбаев
2. Луиза Сайдиева

 Теннис
1. Михаил Кукушкин
2. Галина Воскобоева
3. Ярослава Шведова

 Тхэквондо
1. Руслан Жапаров
2. Айнур Есбергенова
3. Жансель Дениз

 Тяжёлая атлетика
1. Арли Чонтей
2. Фархад Харки
3. Ниджат Рагимов
4. Денис Уланов
5. Александр Зайчиков
6. Маргарита Елисеева
7. Карина Горичева
8. Жазира Жаппаркуль

 Фехтование
1. Илья Мокрецов

 Художественная гимнастика
1. Сабина Аширбаева

## Результаты соревнований

### Академическая гребля
В следующий раунд из каждого заезда проходят несколько лучших экипажей (в зависимости от дисциплины). В отборочный заезд попадают спортсмены, выбывшие в предварительном раунде. В финал A выходят 6 сильнейших экипажей, остальные разыгрывают места в утешительных финалах B-F.
Мужчины
| Соревнование | Спортсмены        | Предварительный заезд | Предварительный заезд | Предварительный заезд | Отборочный заезд | Отборочный заезд | Отборочный заезд | Четвертьфинал | Четвертьфинал | Четвертьфинал | Полуфинал     | Полуфинал     | Полуфинал     | Финал   | Финал   | Итоговое место |
| Соревнование | Спортсмены        | Заезд                 | Время                 | Место                 | Заезд            | Время            | Место            | Заезд         | Время         | Место         | Заезд         | Время         | Место         | Время   | Место   | Итоговое место |
| ------------ | ----------------- | --------------------- | --------------------- | --------------------- | ---------------- | ---------------- | ---------------- | ------------- | ------------- | ------------- | ------------- | ------------- | ------------- | ------- | ------- | -------------- |
| одиночки     | Владислав Яковлев | 6                     | 7:38,65               | 5                     | 1                | 12:04,17         | 5                | не участвовал | не участвовал | не участвовал | Полуфинал E/F | Полуфинал E/F | Полуфинал E/F | Финал F | Финал F | 31             |
| одиночки     | Владислав Яковлев | 6                     | 7:38,65               | 5                     | 1                | 12:04,17         | 5                | не участвовал | не участвовал | не участвовал | 1             | 11:45,22      | 4             | 7:21,61 | 1       | 31             |

Женщины
| Соревнование | Спортсмены          | Предварительный заезд | Предварительный заезд | Предварительный заезд | Отборочный заезд | Отборочный заезд | Отборочный заезд | Четвертьфинал  | Четвертьфинал  | Четвертьфинал  | Полуфинал     | Полуфинал     | Полуфинал     | Финал   | Финал   | Итоговое место |
| Соревнование | Спортсмены          | Заезд                 | Время                 | Место                 | Заезд            | Время            | Место            | Заезд          | Время          | Место          | Заезд         | Время         | Место         | Время   | Место   | Итоговое место |
| ------------ | ------------------- | --------------------- | --------------------- | --------------------- | ---------------- | ---------------- | ---------------- | -------------- | -------------- | -------------- | ------------- | ------------- | ------------- | ------- | ------- | -------------- |
| одиночки     | Светлана Германович | 4                     | 9:34,15               | 5                     | 3                | 8:00,42          | 3                | Не участвовала | Не участвовала | Не участвовала | Полуфинал E/F | Полуфинал E/F | Полуфинал E/F | Финал E | Финал E | 26             |
| одиночки     | Светлана Германович | 4                     | 9:34,15               | 5                     | 3                | 8:00,42          | 3                | Не участвовала | Не участвовала | Не участвовала | 2             | 8:29,18       | 1             | 8:38,25 | 2       | 26             |

### Бокс
Квоты, завоёванные спортсменами являются именными. Если от одной страны путёвки на Игры завоюют два и более спортсмена, то право выбора боксёра предоставляется национальному Олимпийскому комитету. Соревнования по боксу проходят по системе плей-офф. Для победы в олимпийском турнире боксёру необходимо одержать либо четыре, либо пять побед в зависимости от жеребьёвки соревнований. Оба спортсмена, проигравшие в полуфинальных поединках, становятся обладателями бронзовых наград.
Мужчины
| Категория   | Спортсмены           | Первый раунд           | Второй раунд               | Четвертьфинал             | Полуфинал                 | Финал                        | Место                |
| Категория   | Спортсмены           | Соперник Результат     | Соперник Результат         | Соперник Результат        | Соперник Результат        | Соперник Результат           | Место                |
| ----------- | -------------------- | ---------------------- | -------------------------- | ------------------------- | ------------------------- | ---------------------------- | -------------------- |
| до 49 кг    | Биржан Жакыпов       | не участвовал          | NAMМ. Амуньела В 3:0       | UZBХ. Дусматов П 0:3      | завершил выступление      | завершил выступление         | 5                    |
| до 52 кг    | Олжас Саттыбаев      | PURХ. Синтрон В 2:1    | AZEЭ. Мамишзаде П 0:3      | завершил выступление      | завершил выступление      | завершил выступление         | 9                    |
| до 56 кг    | Кайрат Ералиев       | AZEД. Челебиев В 2:1   | UZBМ. Ахмадалиев П 0:3     | завершил выступление      | завершил выступление      | завершил выступление         | 9                    |
| до 60 кг    | Берик Абдрахманов    | USAК. Бальдерас П 0:3  | завершил выступление       | завершил выступление      | завершил выступление      | завершил выступление         | завершил выступление |
| до 64 кг    | Аблайхан Жусупов     | GBRПэт Маккормак П 0:3 | завершил выступление       | завершил выступление      | завершил выступление      | завершил выступление         | завершил выступление |
| до 69 кг    | Данияр Елеусинов     | не участвовал          | GBRДжош Келли В 3:0        | VENГабриэль Маэстре В 3:0 | FRAСулейман Сиссоко В 3:0 | UZBШахрам Гиясов В 3:0       | 1                    |
| до 75 кг    | Жанибек Алимханулы   | GBRЭ. Фаулер В 3:0     | ALGИ. Аббади В 3:0         | AZEК. Шахсуварлы П 1:2    | завершил выступление      | завершил выступление         | 5                    |
| до 81 кг    | Адильбек Ниязымбетов | не участвовал          | BLRМихаил Долголевец В 3:0 | AZEТеймур Мамедов В 3:0   | GBRДжошуа Буатси В 3:0    | CUBХулио Сесар ла Крус П 0:3 | 2                    |
| до 91 кг    | Василий Левит        | не участвовал          | CHNЮй Фэнкай В TKO         | MRIК. Сен-Пьерр В 3:0     | CUBЭ. Савон В 3:0         | RUSЕ. Тищенко П 0:3          | 2                    |
| свыше 91 кг | Иван Дычко           | не участвовал          | AZEМ. Меджидов В TKO       | NGRЭ. Аджагба В 3:0       | GBRД. Джойс П 0:3         | завершил выступление         | 3                    |

Женщины
| Категория | Спортсмены        | Первый раунд           | Четвертьфинал          | Полуфинал               | Финал                 | Место |
| Категория | Спортсмены        | Соперник Результат     | Соперник Результат     | Соперник Результат      | Соперник Результат    | Место |
| --------- | ----------------- | ---------------------- | ---------------------- | ----------------------- | --------------------- | ----- |
| до 51 кг  | Жайна Шекербекова | не участвовала         | FRAСара Урамун         | завершила выступление   | завершила выступление | 5     |
| до 75 кг  | Дарига Шакимова   | CANАриане Фортин В 2:1 | MARХадиджа Марди В 3:0 | USAКларесса Шилдс П 0:3 | завершила выступление | 3     |

### Борьба
В соревнованиях по борьбе, как и на предыдущих трёх Играх, разыгрывалось 18 комплектов наград. По 6 у мужчин в вольной и греко-римской борьбе и 6 у женщин в вольной борьбе. Турнир проходил по олимпийской системе с выбыванием. В утешительный раунд попадали участники, проигравшие в своих поединках будущим финалистам соревнований. Каждый поединок состоял из двух раундов по 3 минуты, победителем становился спортсмен, набравший большее количество технических очков. По окончании схватки, в зависимости от результатов спортсменам начислялись классификационные очки.
Мужчины
Вольная борьба
| Категория | Спортсмены        | Первый раунд               | 1/8 финала                    | Четвертьфинал             | Полуфинал               | Финал                     | Место |
| Категория | Спортсмены        | Соперник Результат         | Соперник Результат            | Соперник Результат        | Соперник Результат      | Соперник Результат        | Место |
| --------- | ----------------- | -------------------------- | ----------------------------- | ------------------------- | ----------------------- | ------------------------- | ----- |
| до 57 кг  | Нурислам Санаев   | Не участвовал              | GEOВ. Хинчегашвили П 1-3 (PP) | Утешительный раунд        | Утешительный раунд      | Завершил выступление      | =12   |
| до 57 кг  | Нурислам Санаев   | Не участвовал              | GEOВ. Хинчегашвили П 1-3 (PP) | Не участвовал             | AZEГ. Алиев П 1-3 (PP)  | Завершил выступление      | =12   |
| до 74 кг  | Галымжан Усербаев | MDAЕ. Недялко В 4-1        | CUBЛ. Лопес В 3-1 (PP)        | JPNС. Такатани В 3-1 (PP) | IRIХ. Яздани П 0-4 (ST) | За 3-е место              | =5    |
| до 74 кг  | Галымжан Усербаев | MDAЕ. Недялко В 4-1        | CUBЛ. Лопес В 3-1 (PP)        | JPNС. Такатани В 3-1 (PP) | IRIХ. Яздани П 0-4 (ST) | TURС. Демирташ П 0-3 (PO) | =5    |
| до 86 кг  | Аслан Кахидзе     | BLRО. Магомедов П 1-3 (PP) | Завершил выступление          | Завершил выступление      | Завершил выступление    | Завершил выступление      | =12   |
| до 97 кг  | Мамед Ибрагимов   | Не участвовал              | MDAХ. Д. Диас В 4-0 (ST)      | GEOЭ. Одикадзе П 1-3 (PP) | Завершил выступление    | Завершил выступление      | =8    |
| до 125 кг | Даулет Шабанбай   | Не участвовал              | BLRИ. Саидов П 0-3 (PO)       | Завершил выступление      | Завершил выступление    | Завершил выступление      | =17   |

Греко-римская борьба
| Категория | Спортсмены        | Первый раунд                 | 1/8 финала                 | Четвертьфинал           | Полуфинал              | Финал                | Место |
| Категория | Спортсмены        | Соперник Результат           | Соперник Результат         | Соперник Результат      | Соперник Результат     | Соперник Результат   | Место |
| --------- | ----------------- | ---------------------------- | -------------------------- | ----------------------- | ---------------------- | -------------------- | ----- |
| до 59 кг  | Алмат Кебиспаев   | RUSИ. Лабазанов В 3-0 (PO)   | JPNС. Ота П 0-3 (PO)       | Утешительный раунд      | Утешительный раунд     | Завершил выступление | =7    |
| до 59 кг  | Алмат Кебиспаев   | RUSИ. Лабазанов В 3-0 (PO)   | JPNС. Ота П 0-3 (PO)       | IRIХ. Сориан В 5-0 (VT) | NORС. Берге П 0-3 (PO) | Завершил выступление | =7    |
| до 75 кг  | Досжан Картиков   | GEOЗ. Датунашвили В 3-0 (PO) | AZEЭ. Мурсалиев П 1-3 (PP) | Завершил выступление    | Завершил выступление   | Завершил выступление | =10   |
| до 130 кг | Нурмахан Тыналиев | Не участвовал                | GERЭ. Попп П 0-3 (PP)      | Завершил выступление    | Завершил выступление   | Завершил выступление | =14   |

Женщины
Вольная борьба
| Соревнование | Спортсмены          | Первый раунд       | 1/8 финала                 | Четвертьфинал        | Полуфинал                    | Финал                      | Место |
| Соревнование | Спортсмены          | Соперник Результат | Соперник Результат         | Соперник Результат   | Соперник Результат           | Соперник Результат         | Место |
| ------------ | ------------------- | ------------------ | -------------------------- | -------------------- | ---------------------------- | -------------------------- | ----- |
| до 48 кг     | Жулдыз Эшимова      | Не участвовала     | JPNЭ. Тосака П 0-3 (PO)    | Утешительный раунд   | Утешительный раунд           | За 3-е место               | =5    |
| до 48 кг     | Жулдыз Эшимова      | Не участвовала     | JPNЭ. Тосака П 0-3 (PO)    | Не участвовала       | USAХ. Оджелло В 3-1 (PP)     | CHNСунь Янань П 0-4 (ST)   | =5    |
| до 63 кг     | Ларионова Екатерина | Не участвовала     | BLRМ. Мамашук П 1-3 (PP)   | Утешительный раунд   | Утешительный раунд           | За 3-е место               | 3     |
| до 63 кг     | Ларионова Екатерина | Не участвовала     | BLRМ. Мамашук П 1-3 (PP)   | Не участвовала       | SWEХ. Йоханссон В 5-0 (VT)   | USAЕ. Пирожкова В 5-0 (VT) | 3     |
| до 69 кг     | Эльмира Сыздыкова   | Не участвовала     | RUSН. Воробьёва П 1-3 (PP) | Утешительный раунд   | Утешительный раунд           | За 3-е место               | 3     |
| до 69 кг     | Эльмира Сыздыкова   | Не участвовала     | RUSН. Воробьёва П 1-3 (PP) | Не участвовала       | MGLО. Насанбурмаа В 3-1 (PP) | EGYЭ. Мостафа В 3-1 (PP)   | 3     |
| до 75 кг     | Гюзель Манюрова     | Не участвовала     | HUNЖ. Немет В 4-1          | CMRА. Али В 3-1 (PP) | RUSЕ. Букина В 5-0 (VT)      | CANЭ. Уибе П 0-3 (PO)      | 2     |

### Велоспорт

#### Шоссейный велоспорт
Мужчины
| Соревнование     | Спортсмены       | Время      | Место | Отставание |
| ---------------- | ---------------- | ---------- | ----- | ---------- |
| групповая гонка  | Андрей Зейц      | 6:10:30    | 8     | +0:25      |
| групповая гонка  | Бахтияр Кожатаев | 6:30:05    | 61    | +20:00     |
| раздельная гонка | Андрей Зейц      | 1:18:47,63 | 24    | +6:32,21   |

#### Трековый велоспорт
Омниум
| Соревнование | Спортсмены    | Круг с хода | Круг с хода | Гонка по очкам | Гонка по очкам | Гонка с выбыванием | Гонка преследования | Гонка преследования | Скретч | Гит с места | Гит с места | Сумма очков | Итоговое место |
| Соревнование | Спортсмены    | Время       | Место       | Очки           | Место          | Место              | Время               | Место               | Место  | Время       | Место       | Сумма очков | Итоговое место |
| ------------ | ------------- | ----------- | ----------- | -------------- | -------------- | ------------------ | ------------------- | ------------------- | ------ | ----------- | ----------- | ----------- | -------------- |
| мужчины      | Артём Захаров | 13:44       | 13          | 7              | 8              | 5                  | 4:32.50             | 15                  | 10     | 1:03.94     | 10          | 111         | 10             |

### Водные виды спорта

#### Плавание
В следующий раунд на каждой дистанции проходят спортсмены, показавшие лучший результат, независимо от места, занятого в своём заплыве.
Мужчины
| Дистанция          | Спортсмены       | Предварительный раунд | Предварительный раунд | Предварительный раунд | Полуфинал | Полуфинал | Полуфинал | Финал     | Финал |
| Дистанция          | Спортсмены       | Заплыв                | Результат             | Место                 | Заплыв    | Результат | Место     | Результат | Место |
| ------------------ | ---------------- | --------------------- | --------------------- | --------------------- | --------- | --------- | --------- | --------- | ----- |
| 100 метров брассом | Дмитрий Баландин | 4                     | 59,47                 | 9 Q                   | 2         | 59,45     | 8 Q       | 59,85     | 8     |
| 200 метров брассом | Дмитрий Баландин | 4                     | 2:09,00               | 6 Q                   | 1         | 2:08,20   | 8 Q       | 2:07,46   | 1     |

Открытая вода
| Дистанция     | Спортсмены      | Результат | Место | Отставание |
| ------------- | --------------- | --------- | ----- | ---------- |
| 10 километров | Виталий Худяков |           |       |            |

Женщины
| Дистанция           | Спортсмены        | Предварительный раунд | Предварительный раунд | Предварительный раунд | Полуфинал             | Полуфинал             | Полуфинал             | Финал                 | Финал                 |
| Дистанция           | Спортсмены        | Заплыв                | Результат             | Место                 | Заплыв                | Результат             | Место                 | Результат             | Место                 |
| ------------------- | ----------------- | --------------------- | --------------------- | --------------------- | --------------------- | --------------------- | --------------------- | --------------------- | --------------------- |
| 100 метров на спине | Екатерина Руденко | 4                     | 1:01,28               | 20                    | завершила выступление | завершила выступление | завершила выступление | завершила выступление | завершила выступление |

#### Синхронное плавание
По итогам квалификационного раунда в соревнованиях дуэтов в финал проходят 12 сильнейших сборных. В финале синхронистки исполняют только произвольную программу. Итоговая сумма складывается из результатов финальной произвольной программы и баллов, полученных дуэтами за техническую программу, исполненную в квалификационном раунде.
| Соревнование | Спортсмены                       | Квалификация          | Квалификация          | Квалификация           | Квалификация           | Квалификация | Квалификация | Финал                  | Финал                  | Итоговый результат    | Итоговый результат |
| Соревнование | Спортсмены                       | Техническая программа | Техническая программа | Произвольная программа | Произвольная программа | Всего        | Всего        | Произвольная программа | Произвольная программа | Итоговый результат    | Итоговый результат |
| Соревнование | Спортсмены                       | Баллы                 | Место                 | Баллы                  | Место                  | Баллы        | Место        | Баллы                  | Место                  | Баллы                 | Место              |
| ------------ | -------------------------------- | --------------------- | --------------------- | ---------------------- | ---------------------- | ------------ | ------------ | ---------------------- | ---------------------- | --------------------- | ------------------ |
| дуэты        | Александра Немич Екатерина Немич | 81,400                | 15                    | 81,4686                | 15                     | 162,8686     | 15           | Завершили выступление  | Завершили выступление  | Завершили выступление | 15                 |

### Гимнастика

#### Художественная гимнастика
Женщины
| Соревнование              | Спортсмены       | Квалификация | Квалификация | Финал                 | Финал                 |
| Соревнование              | Спортсмены       | Очки         | Место        | Очки                  | Место                 |
| ------------------------- | ---------------- | ------------ | ------------ | --------------------- | --------------------- |
| индивидуальное многоборье | Сабина Аширбаева | 69,232       | 12           | Завершила выступление | Завершила выступление |

#### Прыжки на батуте
Мужчины
| Соревнование      | Спортсмены      | Квалификация | Квалификация | Финал                | Финал                |
| Соревнование      | Спортсмены      | Очки         | Место        | Очки                 | Место                |
| ----------------- | --------------- | ------------ | ------------ | -------------------- | -------------------- |
| личное первенство | Пирмаммад Алиев | 105.890      | 12           | Завершил выступление | Завершил выступление |

### Гребля на байдарках и каноэ

#### Гребля на гладкой воде
Соревнования по гребле на байдарках и каноэ на гладкой воде проходят в лагуне Родригу-ди-Фрейташ, которая находится на территории города Рио-де-Жанейро. В каждой дисциплине соревнования проходят в три этапа: предварительный раунд, полуфинал и финал.
Мужчины
| Соревнование                   | Спортсмены                                                          | Предварительный раунд | Предварительный раунд | Предварительный раунд | Полуфинал | Полуфинал | Полуфинал | Финал | Финал | Итоговое место |
| Соревнование                   | Спортсмены                                                          | Заплыв                | Время                 | Место                 | Заплыв    | Время     | Место     | Время | Место | Итоговое место |
| ------------------------------ | ------------------------------------------------------------------- | --------------------- | --------------------- | --------------------- | --------- | --------- | --------- | ----- | ----- | -------------- |
| байдарки-одиночки, 200 метров  | Алексей Дергунов                                                    |                       |                       |                       |           |           |           |       |       |                |
| байдарки-одиночки, 1000 метров | Илья Голендов                                                       |                       |                       |                       |           |           |           |       |       |                |
| байдарки-двойки, 200 метров    | Сергей Токарницкий Андрей Ергучёв                                   |                       |                       |                       |           |           |           |       |       |                |
| байдарки-двойки, 1000 метров   | Евгений Алексеев Алексей Дергунов                                   |                       |                       |                       |           |           |           |       |       |                |
| байдарки-четвёрки, 1000 метров | Илья Голендов Сергей Токарницкий Александр Емельянов Андрей Ергучёв |                       |                       |                       |           |           |           |       |       |                |
| каноэ-одиночки, 200 метров     | Тимур Хайдаров                                                      |                       |                       |                       |           |           |           |       |       |                |
| каноэ-одиночки, 1000 метров    | Тимур Хайдаров                                                      |                       |                       |                       |           |           |           |       |       |                |

Женщины
| Соревнование                  | Спортсмены                                                    | Предварительный раунд | Предварительный раунд | Предварительный раунд | Полуфинал | Полуфинал | Полуфинал | Финал | Финал | Итоговое место |
| Соревнование                  | Спортсмены                                                    | Заплыв                | Время                 | Место                 | Заплыв    | Время     | Место     | Время | Место | Итоговое место |
| ----------------------------- | ------------------------------------------------------------- | --------------------- | --------------------- | --------------------- | --------- | --------- | --------- | ----- | ----- | -------------- |
| байдарки-одиночки, 200 метров | Инна Клинова                                                  |                       |                       |                       |           |           |           |       |       |                |
| байдарки-одиночки, 500 метров | Зоя Ананченко                                                 |                       |                       |                       |           |           |           |       |       |                |
| байдарки-двойки, 500 метров   | Ирина Подойникова Наталья Сергеева                            |                       |                       |                       |           |           |           |       |       |                |
| байдарки-четвёрки, 500 метров | Зоя Ананченко Инна Клинова Ирина Подойникова Наталья Сергеева |                       |                       |                       |           |           |           |       |       |                |

#### Гребной слалом
Квалификационный раунд проходил в две попытки. Результат в каждой попытке складывался из времени, затраченного на прохождение трассы и суммы штрафных очков, которые спортсмен получал за неправильное прохождение ворот. Одно штрафное очко равнялось одной секунде. Из 2 попыток выбирался лучший результат, по результатам которого, выявлялись спортсмены с наименьшим количеством очков, которые проходили в следующий раунд. В полуфинале гребцы выполняли по одной попытки. В финал проходили спортсмены с наименьшим результатом.
Женщины
| Соревнование      | Спортсмены         | Предварительный этап | Предварительный этап | Предварительный этап | Предварительный этап | Предварительный этап | Предварительный этап | Предварительный этап | Полуфинал             | Полуфинал             | Полуфинал             | Полуфинал             | Финал                 | Финал                 | Финал                 | Финал                 |
| Соревнование      | Спортсмены         | 1 попытка            | 1 попытка            | 1 попытка            | 2 попытка            | 2 попытка            | 2 попытка            | Место                | Полуфинал             | Полуфинал             | Полуфинал             | Полуфинал             | Финал                 | Финал                 | Финал                 | Финал                 |
| Соревнование      | Спортсмены         | Время                | Штраф                | Итог                 | Время                | Штраф                | Итог                 | Место                | Время                 | Штраф                 | Итог                  | Место                 | Время                 | Штраф                 | Итог                  | Место                 |
| ----------------- | ------------------ | -------------------- | -------------------- | -------------------- | -------------------- | -------------------- | -------------------- | -------------------- | --------------------- | --------------------- | --------------------- | --------------------- | --------------------- | --------------------- | --------------------- | --------------------- |
| байдарки-одиночки | Екатерина Смирнова | 125,64               | 2                    | 127,64               | 115,80               | 4                    | 119,80               | 19                   | завершила выступление | завершила выступление | завершила выступление | завершила выступление | завершила выступление | завершила выступление | завершила выступление | завершила выступление |

### Дзюдо
Соревнования по дзюдо проводились по системе с выбыванием. В утешительные раунды попадали спортсмены, проигравшие полуфиналистам турнира. Два спортсмена, одержавших победу в утешительном раунде, в поединке за бронзу сражались с дзюдоистами, проигравшими в полуфинале.
Мужчины
| Категория | Спортсмены      | 1/32 финала              | 1/16 финала                 | 1/8 финала               | Четвертьфинал            | Полуфинал               | Финал                    | Место |
| Категория | Спортсмены      | Соперник Результат       | Соперник Результат          | Соперник Результат       | Соперник Результат       | Соперник Результат      | Соперник Результат       | Место |
| --------- | --------------- | ------------------------ | --------------------------- | ------------------------ | ------------------------ | ----------------------- | ------------------------ | ----- |
| до 60 кг  | Елдос Сметов    | не участвовал            | LBAМ. Эль-Кависах В 100:000 | GBRЭ. Маккензи В 001:000 | UZBД. Урозбоев В 001:000 | AZEО. Сафаров В 010:000 | RUSБ. Мудранов П 000:010 | 2     |
| до 66 кг  | Жансай Смагулов | BELЙ. Лефевр В 000:000s3 | KORАн Ба Уль П 000:110      | завершил выступление     | завершил выступление     | завершил выступление    | завершил выступление     | 17    |
| до 73 кг  | Дидар Хамза     | GAMФ. Нжье В 002:000     | AZEР. Оруджев П 000s3:000s2 | завершил выступление     | завершил выступление     | завершил выступление    | завершил выступление     | 17    |
| до 100 кг | Максим Раков    | ESTГ. Минашкин В 000:000 | CZEЛ. Крпалек П 000:000     | завершил выступление     | завершил выступление     | завершил выступление    | завершил выступление     | 17    |

Женщины
Первую олимпийскую медаль в дзюдо на Играх 2016 года для Казахстана принесла чемпионка Азии Галбадрахын Отгонцэцэг, ставшая бронзовым призёром в категории до 48 кг. Перед началом соревнований казахстанская дзюдоистка была посеяна под 6-м номером, благодаря чему стартовала сразу со второго раунда. По ходу олимпийского турнира Галбадрахын только по штрафным очкам смогла победить представительницу Гвинеи-Бисау Тасиану Лиму, а в четвертьфинале уступила японке Ами Кондо. В утешительном турнире Галбадрахын Отгонцэцэг одержала две досрочные победы над венгеркой Эвой Черновицкой и кубинкой Местре Альварес и стала бронзовым призёром Игр.
| Категория | Спортсмены           | 1/16 финала             | 1/8 финала              | Четвертьфинал         | Полуфинал                  | Финал                  | Место |
| Категория | Спортсмены           | Соперник Результат      | Соперник Результат      | Соперник Результат    | Соперник Результат         | Соперник Результат     | Место |
| --------- | -------------------- | ----------------------- | ----------------------- | --------------------- | -------------------------- | ---------------------- | ----- |
| до 48 кг  | Отгонцэцэг Галбадрах | не участвовала          | GBSТ. Лима В 0101:00102 | JPNА. Кондо П 010:100 | Утешительный турнир        | Утешительный турнир    | 3     |
| до 48 кг  | Отгонцэцэг Галбадрах | не участвовала          | GBSТ. Лима В 0101:00102 | JPNА. Кондо П 010:100 | HUNЭ. Черновицки В 100:000 | CUBД. Местре В 100:000 | 3     |
| до 63 кг  | Мариан Урдабаева     | CHNЯн Цзюнься П 000:100 | завершила выступление   | завершила выступление | завершила выступление      | завершила выступление  | 17    |

### Лёгкая атлетика
Мужчины
Беговые дисциплины
| бег на 400 метров с барьерами | Дмитрий Коблов |  |  |  |  |  |  |  |  |  |

Шоссейные дисциплины
| Дисциплина              | Спортсмен       | Время   | Место | Отставание |
| ----------------------- | --------------- | ------- | ----- | ---------- |
| марафон                 | Михаил Красилов |         |       |            |
| ходьба на 20 километров | Георгий Шейко   | 1:23:31 | 34    | +04:05     |

Технические дисциплины
| Дисциплина     | Спортсмен       | Квалификация | Квалификация | Финал                | Финал                |
| Дисциплина     | Спортсмен       | Результат    | Место        | Результат            | Место                |
| -------------- | --------------- | ------------ | ------------ | -------------------- | -------------------- |
| тройной прыжок | Роман Валиев    |              |              |                      |                      |
| метание диска  | Евгений Лабутов | 55,54        | 31           | завершил выступление | завершил выступление |
| толкание ядра  | Иван Иванов     |              |              |                      |                      |

Женщины
Беговые дисциплины
| Дисциплина                    | Спортсмен                                                          | Предварительный раунд | Предварительный раунд | Предварительный раунд | Четвертьфиналы | Четвертьфиналы | Четвертьфиналы | Полуфиналы            | Полуфиналы            | Полуфиналы            | Финал                 | Финал                 |
| Дисциплина                    | Спортсмен                                                          | Забег                 | Время                 | Место                 | Забег          | Время          | Место          | Забег                 | Время                 | Место                 | Время                 | Место                 |
| ----------------------------- | ------------------------------------------------------------------ | --------------------- | --------------------- | --------------------- | -------------- | -------------- | -------------- | --------------------- | --------------------- | --------------------- | --------------------- | --------------------- |
| бег на 100 метров             | Ольга Сафронова                                                    | не участвовала        | не участвовала        | не участвовала        | 7              | 11,50          | 5              | завершила выступление | завершила выступление | завершила выступление | завершила выступление | завершила выступление |
| бег на 100 метров             | Виктория Зябкина                                                   | не участвовала        | не участвовала        | не участвовала        | 6              | 11,69          | 5              | завершила выступление | завершила выступление | завершила выступление | завершила выступление | завершила выступление |
| бег на 100 метров             | Рима Кашафутдинова                                                 | не участвовала        | не участвовала        | не участвовала        | 1              | 11,84          | 7              | завершила выступление | завершила выступление | завершила выступление | завершила выступление | завершила выступление |
| бег на 200 метров             | Ольга Сафронова                                                    | 9                     | 23,29                 | 4                     | не проводится  | не проводится  | не проводится  | завершила выступление | завершила выступление | завершила выступление | завершила выступление | завершила выступление |
| бег на 200 метров             | Виктория Зябкина                                                   | 6                     | 23,34                 | 7                     | не проводится  | не проводится  | не проводится  | завершила выступление | завершила выступление | завершила выступление | завершила выступление | завершила выступление |
| бег на 400 метров             | Элина Михина                                                       | 7                     | 53,83                 | 6                     | не проводится  | не проводится  | не проводится  | завершила выступление | завершила выступление | завершила выступление | завершила выступление | завершила выступление |
| бег на 400 метров             | Анастасия Кудинова                                                 | 8                     | 56,03                 | 7                     | не проводится  | не проводится  | не проводится  | завершила выступление | завершила выступление | завершила выступление | завершила выступление | завершила выступление |
| бег на 800 метров             | Маргарита Мукашева                                                 |                       |                       |                       | не проводится  | не проводится  | не проводится  |                       |                       |                       |                       |                       |
| бег на 100 метров с барьерами | Анастасия Пилипенко                                                |                       |                       |                       | не проводится  | не проводится  | не проводится  |                       |                       |                       |                       |                       |
| бег на 400 метров с барьерами | Александра Романова                                                |                       |                       |                       | не проводится  | не проводится  | не проводится  |                       |                       |                       |                       |                       |
| Эстафета                      | Предварительный раунд                                              | Предварительный раунд | Предварительный раунд | Предварительный раунд | Полуфинал      | Полуфинал      | Полуфинал      | Финал                 | Финал                 | Финал                 | Финал                 | Финал                 |
| Эстафета                      | Состав                                                             | Забег                 | Время                 | Место                 | Забег          | Время          | Место          | Состав                | Состав                | Состав                | Время                 | Место                 |
| эстафета 4×100 метров         | Рима Кашафутдинова Виктория Зябкина Юлия Рахманова Ольга Сафронова |                       |                       |                       | не проводится  | не проводится  | не проводится  |                       |                       |                       |                       |                       |

Шоссейные дисциплины
| Дисциплина              | Спортсмен          | Время   | Место | Отставание |
| ----------------------- | ------------------ | ------- | ----- | ---------- |
| марафон                 | Ирина Смольникова  | 3:00:31 | 122   | 36:27      |
| марафон                 | Гульжанат Жанатбек | DNF     | DNF   | DNF        |
| ходьба на 20 километров | Полина Репина      |         |       |            |
| ходьба на 20 километров | Диана Айдосова     |         |       |            |

Технические дисциплины
| Дисциплина     | Спортсмен        | Квалификация | Квалификация | Финал     | Финал |
| Дисциплина     | Спортсмен        | Результат    | Место        | Результат | Место |
| -------------- | ---------------- | ------------ | ------------ | --------- | ----- |
| тройной прыжок | Ольга Рыпакова   | 14,39        | 2            | 14,74     | 3     |
| тройной прыжок | Екатерина Эктова | 13,51        | 15           | 13,51     | 29    |
| тройной прыжок | Ирина Эктова     | 13,33        | 16           | 13,33     | 33    |
| метание диска  | Мария Телушкина  |              |              |           |       |

### Настольный теннис
Соревнования по настольному теннису проходили по системе плей-офф. Каждый матч продолжается до тех пор, пока один из теннисистов не выигрывает 4 партии. Сильнейшие 16 спортсменов начинали соревнования с третьего раунда, следующие 16 по рейтингу стартовали со второго раунда.
Мужчины
| Соревнование     | Спортсмены         | Квалификация       | Первый раунд           | Второй раунд         | Третий раунд         | 1/8 финала           | 1/4 финала           | Полуфинал            | Финал                |
| Соревнование     | Спортсмены         | Соперник Результат | Соперник Результат     | Соперник Результат   | Соперник Результат   | Соперник Результат   | Соперник Результат   | Соперник Результат   | Соперник Результат   |
| ---------------- | ------------------ | ------------------ | ---------------------- | -------------------- | -------------------- | -------------------- | -------------------- | -------------------- | -------------------- |
| одиночный разряд | Кирилл Герасименко | Не участвовал      | HUNА. Паттантиуш П 1:4 | Завершил выступление | Завершил выступление | Завершил выступление | Завершил выступление | Завершил выступление | Завершил выступление |

### Современное пятиборье
Современное пятиборье включает в себя: стрельбу, плавание, фехтование, верховую езду и бег. Как и на предыдущих Играх бег и стрельба были объединены в один вид — комбайн. В комбайне спортсмены стартовали с гандикапом, набранным за предыдущие три дисциплины (4 очка = 1 секунда). Олимпийским чемпионом становится спортсмен, который пересекает финишную линию первым.
Женщины
| Соревнование      | Спортсмены      | Фехтование | Фехтование | Фехтование | Плавание | Плавание | Плавание | Верховая езда | Верховая езда | Верховая езда | Комбайн | Комбайн | Комбайн | Всего     | Всего |
| Соревнование      | Спортсмены      | Побед      | Очки       | Место      | Время    | Очки     | Место    | Штраф         | Очки          | Место         | Время   | Очки    | Место   | Результат | Место |
| ----------------- | --------------- | ---------- | ---------- | ---------- | -------- | -------- | -------- | ------------- | ------------- | ------------- | ------- | ------- | ------- | --------- | ----- |
| личное первенство | Елена Потапенко |            |            |            |          |          |          |               |               |               |         |         |         |           |       |

### Стрельба
В январе 2013 года Международная федерация спортивной стрельбы приняла новые правила проведения соревнований на 2013—2016 года, которые, в частности, изменили порядок проведения финалов. Во многих дисциплинах спортсмены, прошедшие в финал, теперь начинают решающий раунд без очков, набранных в квалификации, а финал проходит по системе с выбыванием. Также в финалах после каждого раунда стрельбы из дальнейшей борьбы выбывает спортсмен с наименьшим количеством баллов. В скоростном пистолете решающие поединки проходят по системе попал-промах. В стендовой стрельбе добавился полуфинальный раунд, где определяются по два участника финального матча и поединка за третье место.
Мужчины
| Соревнование                          | Спортсмены        | Квалификация | Квалификация | Полуфинал     | Полуфинал     | Финал                | Финал                |
| Соревнование                          | Спортсмены        | Результат    | Место        | Результат     | Место         | Соперник/ Результат  | Место                |
| ------------------------------------- | ----------------- | ------------ | ------------ | ------------- | ------------- | -------------------- | -------------------- |
| пневматическая винтовка, 10 метров    | Юрий Юрков        | 615,3        | 44           | не проводится | не проводится | завершил выступление | завершил выступление |
| винтовка лёжа, 50 метров              | Юрий Юрков        |              |              | не проводится | не проводится |                      |                      |
| винтовка из трёх положений, 50 метров | Юрий Юрков        |              |              | не проводится | не проводится |                      |                      |
| пневматический пистолет, 10 метров    | Владимир Исаченко | 575          | 23           | не проводится | не проводится | завершил выступление | завершил выступление |
| пневматический пистолет, 10 метров    | Рашид Юнусметов   | 567          | 40           | не проводится | не проводится | завершил выступление | завершил выступление |
| пистолет, 50 метров                   | Рашид Юнусметов   | 553          | 13           | не проводится | не проводится | завершил выступление | завершил выступление |
| пистолет, 50 метров                   | Владимир Исаченко | 536          | 36           | не проводится | не проводится | завершил выступление | завершил выступление |

Женщины
| Соревнование                          | Спортсмены       | Квалификация | Квалификация | Полуфинал             | Полуфинал             | Финал                 | Финал                 |
| Соревнование                          | Спортсмены       | Результат    | Место        | Результат             | Место                 | Соперник/ Результат   | Место                 |
| ------------------------------------- | ---------------- | ------------ | ------------ | --------------------- | --------------------- | --------------------- | --------------------- |
| пневматическая винтовка, 10 метров    | Елизавета Король | 410,6        | 37           | не проводится         | не проводится         | завершила выступление | завершила выступление |
| винтовка из трёх положений, 50 метров | Елизавета Король |              |              | не проводится         | не проводится         |                       |                       |
| трап                                  | Мария Дмитриенко | 66           | 8            | завершила выступление | завершила выступление | завершила выступление | завершила выступление |

### Стрельба из лука
В квалификации соревнований лучники выполняют 12 серий выстрелов по 6 стрел с расстояния 70-ти метров. По итогам предварительного раунда составляется сетка плей-офф, где в 1/32 финала 1-й номер посева встречается с 64-м, 2-й с 63-м и.т.д. В поединках на выбывание спортсмены выполняют по три выстрела. Участник, набравший за эту серию больше очков получает 2 очка. Если же оба лучника набрали одинаковое количество баллов, то они получают по одному очку. Победителем пары становится лучник, первым набравший 6 очков.
Мужчины
| Соревнование              | Спортсмены       | Квалификация | Квалификация | 1/32 финала             | 1/16 финала              | 1/8 финала           | Четвертьфинал        | Полуфинал            | Финал                | Место |
| Соревнование              | Спортсмены       | Результат    | Место        | Соперник Результат      | Соперник Результат       | Соперник Результат   | Соперник Результат   | Соперник Результат   | Соперник Результат   | Место |
| ------------------------- | ---------------- | ------------ | ------------ | ----------------------- | ------------------------ | -------------------- | -------------------- | -------------------- | -------------------- | ----- |
| индивидуальное первенство | Султан Дузелбаев | 648          | 48           | CHNГу Сюэсун (17) В 6:4 | ITAМ. Несполи (16) П 0:6 | завершил выступление | завершил выступление | завершил выступление | завершил выступление | 17    |

Женщины
| Соревнование              | Спортсмены     | Квалификация | Квалификация | 1/32 финала              | 1/16 финала           | 1/8 финала            | Четвертьфинал         | Полуфинал             | Финал                 | Место |
| Соревнование              | Спортсмены     | Результат    | Место        | Соперник Результат       | Соперник Результат    | Соперник Результат    | Соперник Результат    | Соперник Результат    | Соперник Результат    | Место |
| ------------------------- | -------------- | ------------ | ------------ | ------------------------ | --------------------- | --------------------- | --------------------- | --------------------- | --------------------- | ----- |
| индивидуальное первенство | Луиза Сайдиева | 625          | 36           | UKRА. Павлова (29) П 0:6 | завершила выступление | завершила выступление | завершила выступление | завершила выступление | завершила выступление | 33    |

### Теннис
Соревнования пройдут на кортах олимпийского теннисного центра. Теннисные матчи будут проходить на кортах с твёрдым покрытием DecoTurf, на которых также проходит и Открытый чемпионат США.
Мужчины
| Соревнование     | Спортсмены      | 1/32 финала        | 1/16 финала        | 1/8 финала         | Четвертьфинал      | Полуфинал          | Финал              | Место |
| Соревнование     | Спортсмены      | Соперник Результат | Соперник Результат | Соперник Результат | Соперник Результат | Соперник Результат | Соперник Результат | Место |
| ---------------- | --------------- | ------------------ | ------------------ | ------------------ | ------------------ | ------------------ | ------------------ | ----- |
| одиночный разряд | Михаил Кукушкин |                    |                    |                    |                    |                    |                    |       |

Женщины
| Соревнование     | Спортсмены                         | 1/32 финала          | 1/16 финала                                 | 1/8 финала            | Четвертьфинал         | Полуфинал             | Финал                 | Место                 |
| Соревнование     | Спортсмены                         | Соперник Результат   | Соперник Результат                          | Соперник Результат    | Соперник Результат    | Соперник Результат    | Соперник Результат    | Место                 |
| ---------------- | ---------------------------------- | -------------------- | ------------------------------------------- | --------------------- | --------------------- | --------------------- | --------------------- | --------------------- |
| одиночный разряд | Галина Воскобоева                  |                      |                                             |                       |                       |                       |                       |                       |
| одиночный разряд | Ярослава Шведова                   | JPNМ. Дои П 3:6, 4:6 | Завершила выступление                       | Завершила выступление | Завершила выступление | Завершила выступление | Завершила выступление | Завершила выступление |
| парный разряд    | Ярослава Шведова Галина Воскобоева | Не проводится        | BELК. Флипкенс / Я. Викмайер П 1:6, 0:0 RET | Завершили выступление | Завершили выступление | Завершили выступление | Завершили выступление | Завершили выступление |

### Тхэквондо
Соревнования по тхэквондо проходят по системе с выбыванием. Для победы в турнире спортсмену необходимо одержать 4 победы. Тхэквондисты, проигравшие по ходу соревнований будущим финалистам, принимают участие в утешительном турнире за две бронзовые медали.
Мужчины
| Категория   | Спортсмены     | Первый раунд       | Четвертьфинал      | Полуфинал          | Финал              | Место |
| Категория   | Спортсмены     | Соперник Результат | Соперник Результат | Соперник Результат | Соперник Результат | Место |
| ----------- | -------------- | ------------------ | ------------------ | ------------------ | ------------------ | ----- |
| свыше 80 кг | Руслан Жапаров |                    |                    |                    |                    |       |

Женщины
| Категория | Спортсмены        | Первый раунд       | Четвертьфинал      | Полуфинал          | Финал              | Место |
| Категория | Спортсмены        | Соперник Результат | Соперник Результат | Соперник Результат | Соперник Результат | Место |
| --------- | ----------------- | ------------------ | ------------------ | ------------------ | ------------------ | ----- |
| до 49 кг  | Айнур Есбергенова |                    |                    |                    |                    |       |
| до 67 кг  | Жансель Дениз     |                    |                    |                    |                    |       |

### Тяжёлая атлетика
Каждый НОК самостоятельно выбирает категорию в которой выступит её тяжелоатлет. В рамках соревнований проводятся два упражнения — рывок и толчок. В каждом из упражнений спортсмену даётся 3 попытки. Победитель определяется по сумме двух упражнений. При равенстве результатов победа присуждается спортсмену, с меньшим собственным весом.
Мужчины
| Категория | Спортсмены         | Вес    | Рывок | Рывок | Рывок | Толчок | Толчок | Толчок | Всего | Место |
| Категория | Спортсмены         | Вес    | 1     | 2     | 3     | 1      | 2      | 3      | Всего | Место |
| --------- | ------------------ | ------ | ----- | ----- | ----- | ------ | ------ | ------ | ----- | ----- |
| до 56 кг  | Арли Чонтей        | 55,64  | 125   | 130   | 132   | 148    | 153    | 154    | 278   | 4     |
| до 62 кг  | Фархад Харки       | 61,60  | 135   | 140   | 140   | 170    | 177    | 177    | 305   | 3     |
| до 77 кг  | Ниджат Рагимов     | 76,19  | 160   | 165   | 168   | 202    | 214    | -      | 379   | DSQ   |
| до 85 кг  | Денис Уланов       | 84,95  | 170   | 175   | 175   | 215    | 215    | 215    | 390   | 4     |
| до 105 кг | Александр Зайчиков | 104,51 | 185   | 190   | 193   | 223    | 227    | 227    | 416   | 3     |

Женщины
В категории до 63 кг бронзовую медаль уверено выиграла Карина Горичева, которая уступила лишь рекордсменке мира китаянке Дэн Вэй и северокорейской спортсменке Чхве Хё Сим. Также попаданию в призёры способствовал тот факт, что за несколько часов до старта соревнований стало известно, что в турнире не примет участие рекордсменка мира по сумме двух упражнений Линь Цзыци, представляющая на Играх Китайский Тайбэй Для попадания в число призёров Горичевой хватило результата в 243 кг, хотя аналогичный результат, показанный год назад Кариной на чемпионате мира позволил её занять только 5-е место. А на мировом первенстве 2014 года Горичева с результатом 246 кг стала и вовсе 6-й.
| Категория | Спортсмены         | Вес   | Рывок | Рывок | Рывок | Толчок | Толчок | Толчок | Всего | Место |
| Категория | Спортсмены         | Вес   | 1     | 2     | 3     | 1      | 2      | 3      | Всего | Место |
| --------- | ------------------ | ----- | ----- | ----- | ----- | ------ | ------ | ------ | ----- | ----- |
| до 48 кг  | Маргарита Елисеева | 47,72 | 80    | 84    | 84    | 103    | 106    | 106    | 186   | 5     |
| до 63 кг  | Карина Горичева    | 62,66 | 107   | 107   | 111   | 132    | 137    | 137    | 243   | 3     |
| до 69 кг  | Жазира Жаппаркуль  | 69,00 | 111   | 115   | 117   | 140    | 140    | 144    | 259   | 3     |

### Фехтование
В индивидуальных соревнованиях спортсмены сражаются три раунда по три минуты, либо до того момента, как один из спортсменов нанесёт 15 уколов. В командных соревнованиях поединок идёт 9 раундов по 3 минуты каждый, либо до 45 уколов. Если по окончании времени в поединке зафиксирован ничейный результат, то назначается дополнительная минута до «золотого» укола.
Мужчины
| Соревнование         | Спортсмены         | 1/32 финала        | 1/16 финала              | 1/8 финала           | Четвертьфинал        | Полуфинал            | Финал                | Место |
| Соревнование         | Спортсмены         | Соперник Результат | Соперник Результат       | Соперник Результат   | Соперник Результат   | Соперник Результат   | Соперник Результат   | Место |
| -------------------- | ------------------ | ------------------ | ------------------------ | -------------------- | -------------------- | -------------------- | -------------------- | ----- |
| индивидуальная сабля | Илья Мокрецов (23) | не проводится      | USAД. Гомер (10) П 11:15 | завершил выступление | завершил выступление | завершил выступление | завершил выступление | 24    |